# Flaksjön, Uppland
Flaksjön är en sjö i Norrtälje kommun i Uppland och ingår i Skeboåns huvudavrinningsområde.